# Lait de jabot

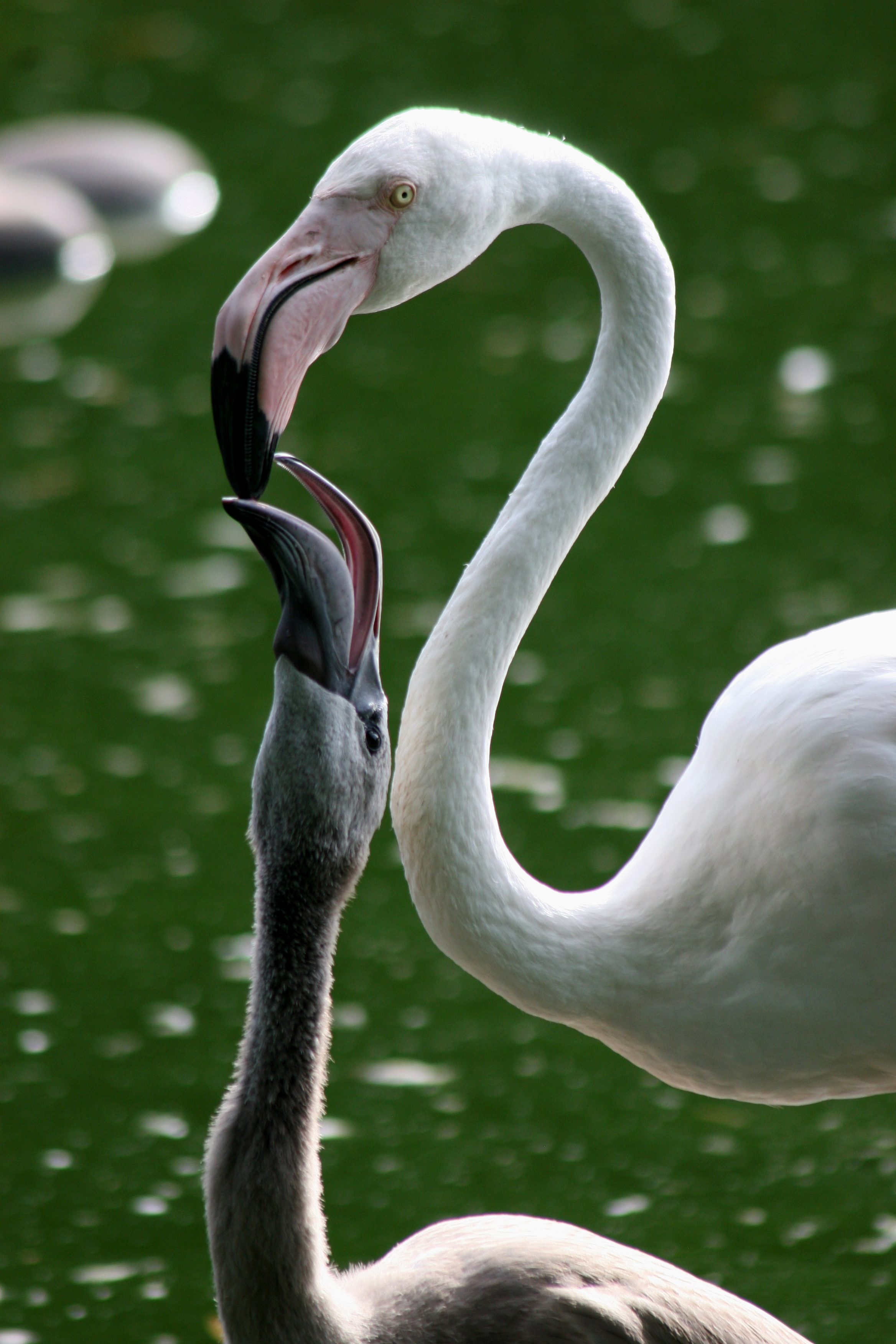
Un poussin de Flamant rose au zoo de Bâle nourri au lait de jabot.

Le lait de jabot est une substance résultant du développement des cellules épithéliales tapissant le jabot de certaines espèces d'oiseaux dont les flamants, les manchots empereurs ou les pigeons (dans ce dernier cas, on parle alors de lait de pigeon). Cette substance très nutritive est donnée en nourriture aux oisillons par régurgitation.

## Production
La production du lait de jabot est différente de la production du lait des mammifères, la lactation, mais elle met en évidence le phénomène d'analogie. Les cellules épithéliales du jabot forment une mince couche d'une dizaine de cellules d'épaisseur produites par la couche de base. À mesure que les cellules sont produites et s'éloignent de la couche de base vers le lumen, elles subissent une transformation. Stimulées par la prolactine, ces cellules accumulent une grande quantité de lipides et de protéines. La prolactine provoque aussi la mue de cette masse cellulaire qui a alors une texture de fromage.

## Composition
Contrairement au lait mammalien, le lait de pigeon ne contient aucun glucide. Séché, le lait de pigeon est constitué de 60 % de protéine et 40 % de lipides (au poids).
Ce lait est composé de 65 à 85 % d'eau, de 13 à 19 % de protéines, de 7 à 13 % de matière grasse et de 1,5 % de sels minéraux.

## Nourriture des pigeonneaux
Les pigeonneaux sont nourris exclusivement au lait durant les trois premiers jours après leur éclosion par le mâle et la femelle.  Par la suite, ils sont nourris d'un mélange de lait et de graines et sont sevrés du lait après environ 18 jours.  Ils obtiennent leur nourriture en enfonçant leur bec dans la gorge des adultes qui régurgitent en même temps,.
Le lait de pigeon, très nutritif, est à l'origine de la croissance rapide des pigeonneaux.  Durant les deux premiers jours, ceux-ci doublent de poids.  Cette adaptation est probablement un des facteurs qui explique le succès des Columbinés qu'on retrouve dans presque toutes les parties du monde.